# Selena Gomez & the Scene
Selena Gomez & the Scene — американская поп-рок-группа, исполняющая песни на английском и испанском языках. Группа была образована в 2008 году в Голливуде (штат Калифорния, США). Наряду с вокалисткой и основательницей группы, Селеной Гомес, группа также состоит из гитариста Этана Робертса, бас-гитариста Джои Клемента, ударника Грега Германа и клавишника Дэна Форреста. По данным Nielsen SoundScan, к декабрю 2012 года, группа продала более 14,3 миллиона цифровых копий дискографии только в США, и более 8,2 миллионов записей по всему миру.

## История

### Формирование группы и альбомKiss & Tell(2008—2009)
В интервью с Джоселин Вена для MTV в августе 2008 года Селена Гомес сказала о своей музыкальной карьере: 

«Я собираюсь быть в группе. Я не собираюсь быть сольным артистом. Я не хочу, чтобы моё имя связывали с этим. Я буду петь…»— 
. Гомес позже объявила через Twitter, что группа будет называться The Scene, а позже было придумано другое название — Selena Gomez & The Scene из-за сложностей с лейблом Hollywood Records. В связи с этим, группа иногда ошибочно называется просто «Selena Gomez».
Группа выпустила свой дебютный альбом, Kiss & Tell, 29 сентября 2009 года. Альбом дебютировал на позиции 9 американской версии чарта Billboard 200 с продажами 66 тыс. копий в первую неделю. Гомес сказала в нескольких интервью (в том числе в одном с «Z100 New York»), что группа была сформирована после долгого изнурительного процесса прослушивания. Она сказала, что это того стоило, ведь у неё есть великая группа. Однако, спустя немного времени после вступления в группу клавишник Ник Фоксер покинул проект по неизвестным публично причинам и был заменён Дэном Форрестом.
Гомес работала над альбомом совместно с различными авторами и продюсерами, в том числе с Джиной Шок из «The Go-Go's». С музыкальной точки зрения альбом является сочетанием различных стилей, заметны элементы рок-музыки и танцевальной музыки. 5 марта 2010 года альбом был объявлен золотым ассоциацией RIAA за продажу 500 тыс. копий в США.
Гомес подтвердила, что она выступила соавтором одной из песен в альбоме, которая называется «I Won’t Apologize». Сингл «Falling Down» был выпущен 21 августа 2009 года. Музыкальное видео было представлено после мировой премьеры фильма с участием Гомес «Волшебники из Вэйверли Плэйс в кино» 28 августа 2009 года. Он достиг 82 позиции в Billboard Hot 100 в США и позиции 69 в Canadian Hot 100 в Канаде. Второй сингл альбома, «Naturally», был выпущен 11 декабря 2009 года вместе с музыкальным видео, доступным для цифровой загрузки. Музыкальное видео было снято 14 ноября 2009 года и премьера состоялась на «Disney Channel» после премьеры «Финес и Ферб: Рождественские каникулы» 11 декабря 2009 года. Сингл дебютировал с позиции 39 и позже достиг позиции 29 в Billboard Hot 100 и достиг позиции 18 в Canadian Hot 100. На данный момент это самый большой хит группы и первый хит, попавший в Top 40. Кроме того, это первый сингл, попавший на первую позицию в «Billboard Hot Dance/Club Songs». «Naturally» получила свою высшую позицию в Венгрии, где песня достигла 4 позиции в региональных чартах, став первым в истории группы Top Five хитом. 15 июля 2010 года сингл был назван платиновым ассоциацией RIAA за продажу 1 млн копий в США.
Группа отправилась в тур «Selena Gomez & the Scene: Live in Concert» в поддержку альбома. Селена Гомес и другие участники группы участвовали в различных телевизионных программах, таких как «Dancing with the Stars» (9 сезон), «The Ellen DeGeneres Show», «Late Night with Jimmy Fallon», «Dick Clark's New Year's Rockin' Eve with Ryan Seacrest» и в других. Selena Gomez & the Scene вместе с Джастином Бибером выступали на Houston Livestock Show and Rodeo 2010 года, также группа совместно с Бибером была хедлайнерами на «Popcon».
Кроме того, Selena Gomez & the Scene участвовали в сборнике All Wrapped Up Vol. 2. Мини-альбом включал в себя кавер-версию песни «Winter Wonderland», исполненную группой, и другие рождественские кавер-версии различных артистов.

### A Year Without Rain(2010)
Второй студийный альбом группы A Year Without Rain был выпущен 17 сентября 2010 года. Он дебютировал в «Billboard 200» на 4-й позиции с продажами чуть менее, чем 66 тыс. копий, побив результат Kiss & Tell. Второй альбом также остался сочетанием в себя таких жанров, как dance-pop и электронная музыка, как хит группы Naturally. 

«Я думаю, мы хотели сделать что-то забавное. Мы хотели создать атмосферу техно»— Селена Гомес
. Гомес заявила в интервью «Z100 New York», что вскоре будет выпущено несколько песен, не вошедших в первый альбом, и остальные участники группы будут более вовлечены в исполнение этих песен. 

«Я очень горжусь этой записью. Она очень разная. Она показывает наш рост в музыке, пусть даже и не очень большой… Я считаю, что тексты песен получились более мощными»— Селена Гомес в интервью для MTV
.
Бас-гитарист Джои Клемент совместно с Селеной Гомес выступил соавтором песни «Spotlight». Первый сингл альбома, «Round & Round», вышел 18 июня 2010 года. Музыкальное видео, снятое в Будапеште, было представлено двумя днями позже. Сингл был выпущен 22 июня 2010 года. Он стартовал с 24-й позиции в «Billboard’s Hot 100» и с 76-й позиции в «Canadian Hot 100». Кроме того, он дебютировал на 15-м месте в «Billboard’s Digital Songs chart» и на 47-м месте в Великобритании. Второй сингл альбома, «A Year Without Rain», был представлен 7 сентября 2010 года. Музыкальное видео было впервые показано 3 сентября 2010 года, сразу после мировой премьеры фильма «Рок в летнем лагере 2: Отчётный концерт». Группа выступила с песней «Round & Round» в телепрограммах «America’s Got Talent», «Blue Peter», «Daybreak» и в программе канала MTV «The Seven». Песни «Round & Round» и «A Year Without Rain» были исполнены в программе «Good Morning America». Кроме того, группа исполнила песню «A Year Without Rain» в «The Ellen DeGeneres Show» и «Lopez Tonight». 27 октября группа выступила на благотворительном акустическом концерте ЮНИСЕФ. В декабре того же года они приняли участие в туре «Jingle Ball».
13 июля был выпущен сингл «Live Like There’s No Tomorrow» к фильму «Рамона и Бизус». Эта песня также является частью альбома A Year Without Rain.
В 2010 году группа отправилась в тур «A Year Without Rain». В этом же году Selena Gomez & the Scene выступила и получила приз «Favorite Breakout Artist» на «People's Choice Awards», обойдя Джастина Бибера и Кешу.

### When the Sun Goes Downи распад группы (2011—2012)
14 марта 2011 года состоялась премьера нового сингла группы «Who Says». Песня была заявлена как лид-сингл грядущего третьего альбома, который получил название When the Sun Goes Down. Проект был записан в жанре электропоп с элементами диско и данс-попа. В работе над альбомом приняли участие такие личности, как Кэти Перри, которая является автором песни «That’s More Like It», Бритни Спирс, которая стала соавтором песни «Whiplash», а также британская певица Пикси Лотт, которая стала соавтором и исполнила бэк-вокал в песне «We Own the Night». Релиз альбома состоялся 28 июня 2011 года. Альбом дебютировал на третьей строчке чарта Billboard 200 с продажами в 78 000 тысяч копий в дебютную неделю.
24 июля 2011 года стартовал концертный тур в поддержку альбома When the Sun Goes Down — «We Own The Night Tour». В рамках турне группа посетила Канаду, США и несколько стран Латинской Америки. Тур завершился 11 февраля 2012 года в Уругвае.
Вторым синглом альбома стала песня «Love You Like a Love Song». Видеоклип на песню был выпущен 23 июня 2011 года на портале Vevo. Песня стала крупным хитом в России: песня возглавила российский радио-чарт, также вошла в топ-5 соответствующего чарта Украины, а также возглавила общий чарт СНГ. Более того, песня и по сей день удерживает рекорд по самому длительному нахождению на вершине чарта Tophit: сингл возглавлял чарт 20 недель. В США сингл занял лишь 22-ю строчку, однако дольше всех других синглов группы продержался в чарте, проведя там 38 недель.
26 января 2012 года песня «Hit the Light» была выпущена в качестве третьего сингла альбома. Сингл не имел коммерческого успеха в чартах и не смог войти даже в основной чарт США. После релиза сингла группа объявила о паузе в музыкальной карьере. Летом этого же года группа получила свою первую номинацию на престижную премию MTV Video Music Awards за видеоклип на песню «Love You Like a Love Song», однако награду не получила.
В 2013 году Селена начала сольную карьеру, а группа так и не вернулась на сцену.

## Состав группы

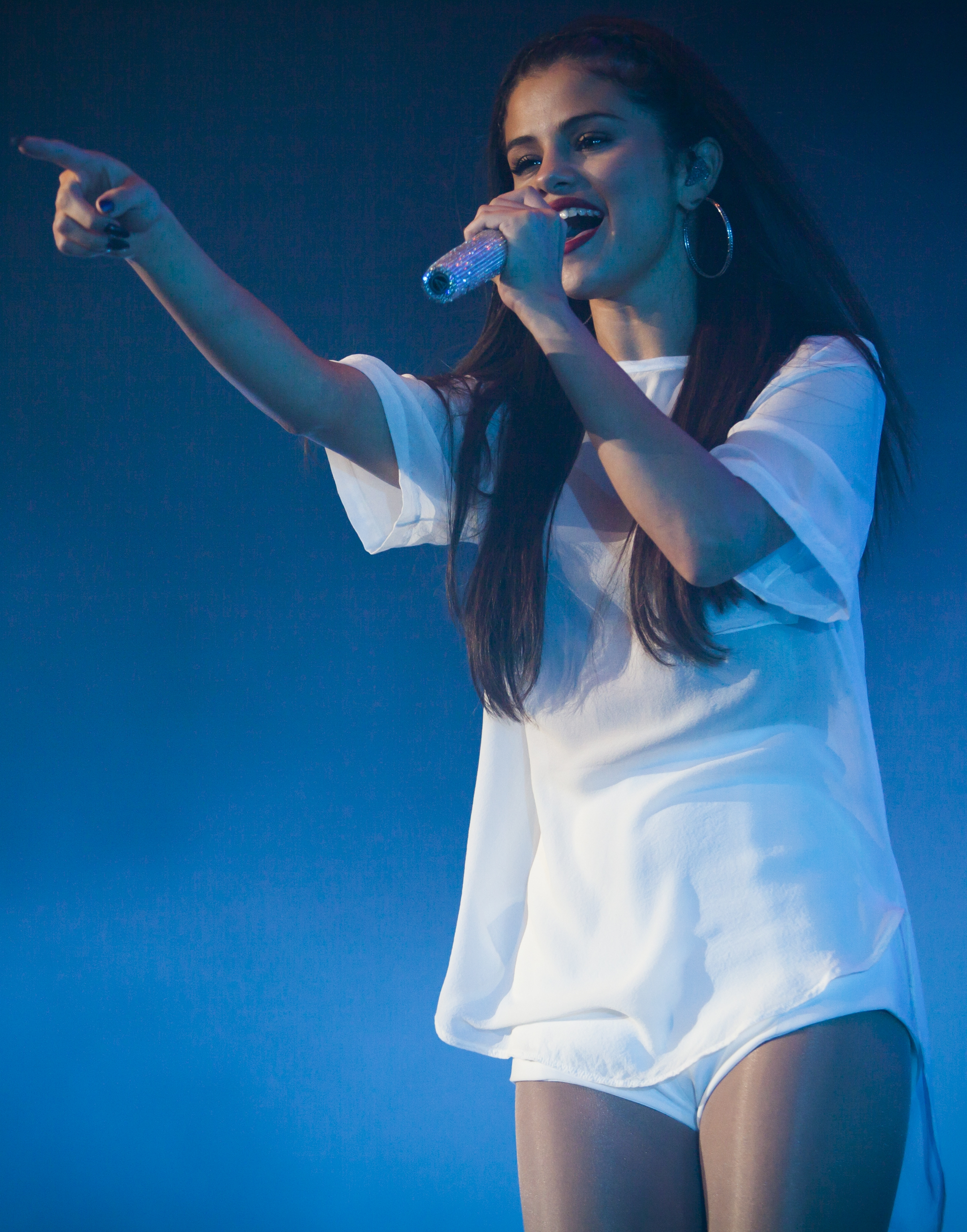
Лидер группы — Селена Гомес

Последний состав
- Селена Гомес — вокал (2009—2012)
- Дрю Тобенфельд — гитара (2012)
- Джои Клеман — бас-гитара[15] (2009—2012)
- Дэн Форрест — клавишные, бэк-вокал (2009—2012)
- Грег Герман — барабаны[16] (2009—2012)

Бывшие участники
- Ник Фоксер — клавишные, бэк-вокал[17] (2009)
- Этан Робертс — гитара, бэк-вокал[18] (2009—2012)

Участники в туре
- Линдсей Харпер — бэк-вокал (2010—2012)
- Кейтлин Клампетт — бэк-вокал (2011—2012)
- Эшли Хейни — бэк-вокал (2011)
- Кристина Гримми — бэк-вокал (2010)

## Дискография
- Kiss & Tell (2009)
- A Year Without Rain (2010)
- When the Sun Goes Down (2011)

## Туры
- 2009—2010: Selena Gomez & the Scene: Live in Concert
- 2011: A Year Without Rain Tour
- 2011—2012: We Own the Night